# Rajd Gdańsk Castrol Inter Cars 2016
12. Rajd Gdańsk Castrol Inter Cars – 12. edycja Rajdu Gdańsk Castrol Inter Cars. Będzie to rajd samochodowy rozgrywany od 27 do 29 maja 2016 roku. Bazą rajdu będzie Gdańsk. Będzie to druga runda Rajdowych Samochodowych Mistrzostw Polski w roku 2016. 

## Zwycięzcy odcinków specjalnych
| Dzień   | Numer odcinka | Nazwa odcinka              | Długość  | Zwycięzca odcinka     | Samochód       | Czas   | Lider rajdu           |
| ------- | ------------- | -------------------------- | -------- | --------------------- | -------------- | ------ | --------------------- |
| 28 maja | OS1           | REPEXPERT (Donimierz)      | 9,75 km  | Zbigniew Staniszewski | Ford Fiesta R5 | 6:32.0 | Zbigniew Staniszewski |
| 28 maja | OS2           | KYB (Smażyno)              | 10,30 km | Filip Nivette         | Škoda Fabia R5 | 5:36.8 | Zbigniew Staniszewski |
| 28 maja | OS3           | Michelin (Milwino)         | 11,20 km | Jarosław Kołtun       | Ford Fiesta R5 | 6:28.2 | Jakub Brzeziński      |
| 28 maja | OS4           | REPEXPERT (Donimierz)      | 9,75 km  | Jakub Brzeziński      | Ford Fiesta R5 | 6:30.8 | Jakub Brzeziński      |
| 28 maja | OS5           | KYB (Smażyno)              | 10,30 km | Filip Nivette         | Škoda Fabia R5 | 5:36.4 | Jakub Brzeziński      |
| 28 maja | OS6           | Michelin (Milwino)         | 11,20 km | Filip Nivette         | Škoda Fabia R5 | 6:19.8 | Jarosław Kołtun       |
| 29 maja | OS7           | TRW (Piekiełko)            | 13,90 km | Jakub Brzeziński      | Ford Fiesta R5 | 8:40.5 | Jarosław Kołtun       |
| 29 maja | OS8           | Radius (Sianowska Huta)    | 14,70 km | Zbigniew Staniszewski | Ford Fiesta R5 | 9:30.6 | Jarosław Kołtun       |
| 29 maja | OS9           | TRW (Piekiełko)            | 13,90 km | Zbigniew Staniszewski | Ford Fiesta R5 | 8:42.4 | Jarosław Kołtun       |
| 29 maja | OS10          | Radius (Sianowska Huta)    | 14,70 km | Filip Nivette         | Škoda Fabia R5 | 9:23.9 | Jarosław Kołtun       |
| 29 maja | OS11          | BESOS Power Stage (Gdańsk) | 3,20 km  | Filip Nivette         | Škoda Fabia R5 | 1:57.9 | Filip Nivette         |

### Power Stage - OS11
| Miejsce | Kierowca          | Pilot             | Czas   | Strata | Punkty |
| ------- | ----------------- | ----------------- | ------ | ------ | ------ |
| 1       | Filip Nivette     | Kamil Heller      | 1:57.9 | -      | 3      |
| 2       | Jānis Vorobjovs   | Andris Mālnieks   | 1:59.7 | +1.8   | 2      |
| 3       | Maciej Oleksowicz | Daniel Siatkowski | 2:00.8 | +2.9   | 1      |

## Wyniki końcowe rajdu
| Miejsce | Kierowca          | Pilot               | Samochód                   | Czas      | Strata  | Grupa Klasa | Punkty |
| ------- | ----------------- | ------------------- | -------------------------- | --------- | ------- | ----------- | ------ |
| 1       | Filip Nivette     | Kamil Heller        | Škoda Fabia R5             | 1:16:33.8 | -       | 2           | 25+3   |
| 2       | Jarosław Kołtun   | Ireneusz Pleskot    | Ford Fiesta R5             | 1:16:34.9 | +1.1    | 2           | 18     |
| 3       | Łukasz Habaj      | Jacek Spentany      | Ford Fiesta R5             | 1:16:59.4 | +25.6   | 2           | 15     |
| 4       | Grzegorz Grzyb    | Robert Hundla       | Ford Fiesta R5             | 1:17:29.4 | +55.6   | 2           | 12     |
| 5       | Jānis Vorobjovs   | Andris Mālnieks     | Mitsubishi Mirage RS Proto | 1:17:30.1 | +56.3   | Open N      | 10+2   |
| 6       | Maciej Rzeźnik    | Bogusław Browiński  | Ford Fiesta Proto          | 1:18:19.3 | +1:45.5 | Open N      | 8      |
| 7       | Maciej Oleksowicz | Daniel Siatkowski   | Ford Fiesta R5             | 1:19:03.6 | +2:29.8 | 2           | 6+1    |
| 8       | Aron Domżała      | Szymon Gospodarczyk | Mitsubishi Lancer EVO X    | 1:19:34.0 | +3:00.2 | Open N      | 4      |
| 9       | Mikołaj Kempa     | Michał Grudziński   | Mitsubishi Lancer EVO IX   | 1:20:45.9 | +4:12.1 | Open N      | 2      |
| 10      | Maciej Stolarski  | Łukasz Struk        | Mitsubishi Lancer EVO IX   | 1:22:40.6 | +6:06.8 | Open N      | 1      |

## Galeria

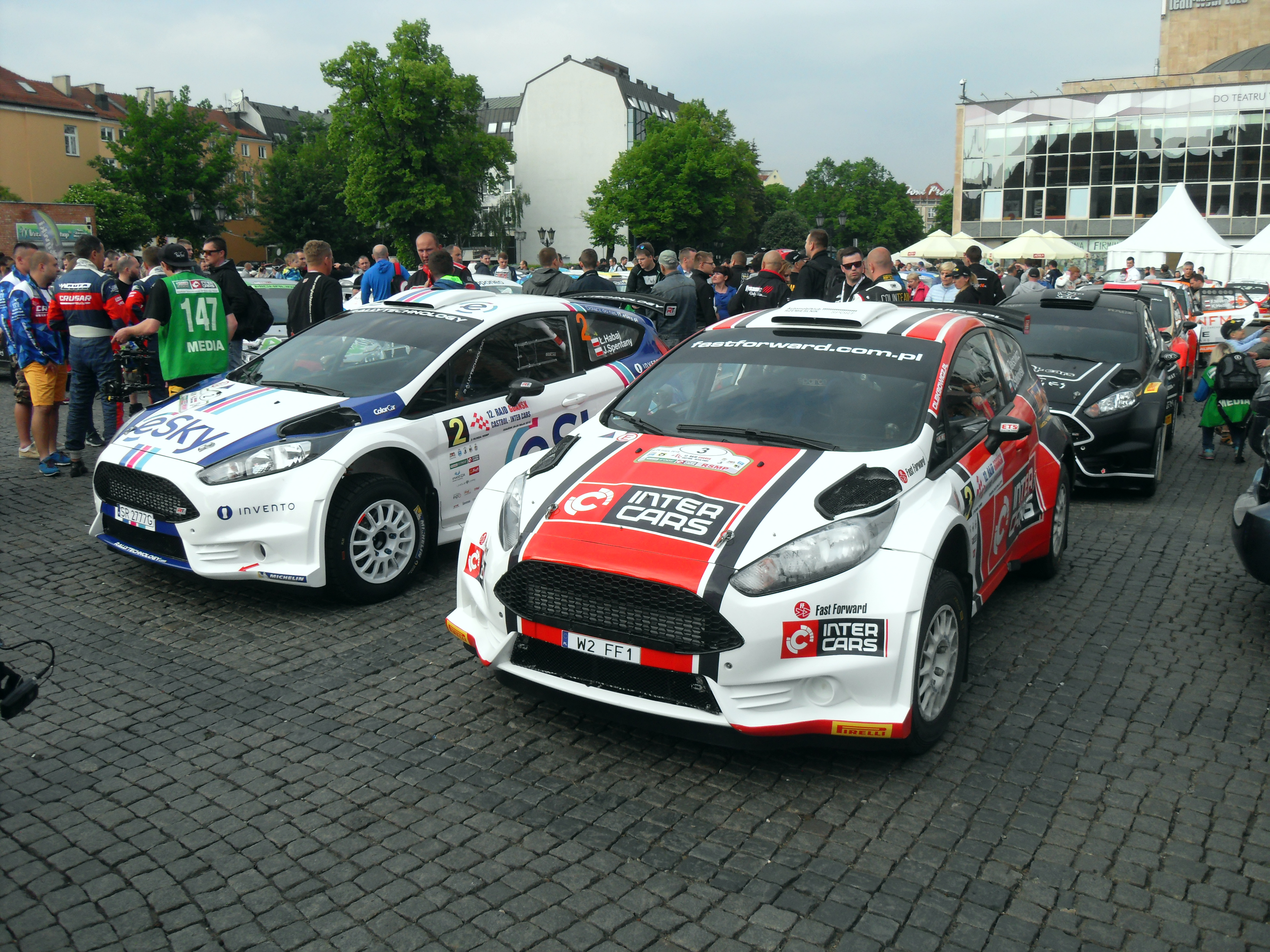
Samochody przed uroczystym startem